# Zenith (film)
Zenith - A Film by Anonymous (2010) este un film american thriller psihologic despre doi oameni care încearcă să rezolve aceeași teorie a conspirației. Titlul filmului se referă la marea "Conspirație Zenith" formată de protagonistul filmului, Ed Crowley. Filmul utilizează de asemenea un joc de realitate alternativă și povestire trans-media pentru a augmenta narațiunea sa.

## Distribuție
- Peter Scanavino - Jack Crowley
- Jason Robards III - Ed Crowley
- Ana Asensio - Lisa Berger
- Al Nazemian - Nimble
- Arthur French - Mateo
- Raynor Scheine - Dale
- David Thornton - Rudolf Berger
- Jay O. Sanders - Doug Oberts
- Tim Biancalana -Hank Mirren
- Didier Flamand - The Rich Man
- Kenneth Anderson - Lanky Man